# Мюмюн Кашмер
Мюмюн Кашмер (Милан Кашмеров) е български футболист, нападател.
Играл е за Върбица (Бенковски), Арда (1979 – 1981, 1983 – 1984), Локомотив (София) (1981 – 1983), Левски (София) (1984 – 1985), Берое (1985 – 1989), Портимонензе (Португалия) (1989 – 1990) и Куартейрензе (Португалия) (1990), Бурсаспор (Турция) (1990 – 1992) и Коняспор (Турция) (1992). Има 137 мача и 53 гола в „А“ ПФГ (94 мача с 43 гола за Берое, 36 мача с 9 гола за Локомотив и 7 мача с 1 гол за Левски). Шампион на България през 1984/85 с Левски и през 1985/86 с Берое (29 мача, 23 гола, отбелязани в шампионския сезон). Носител на купата на страната с Локомотив през 1982 г.
Има 4 мача за „А“ националния отбор (1985 – 1987). Изиграл е 3 мача в турнира за Купата на европейските шампиони – 2 за Берое и 1 за Левски.
По-късно е футболен мениджър и се занимава с трансфери на български футболисти в Турция и на турски футболисти в западноевропейски клубове, организира лагери на българските отбори в югоизточната ни съседка.